# Neoitamus orphne
Neoitamus orphne là một loài ruồi trong họ Asilidae. Neoitamus orphne được Walker miêu tả năm 1849.